# Gentiane d'Allemagne
Gentianella germanica
Espèce
Classification phylogénétique

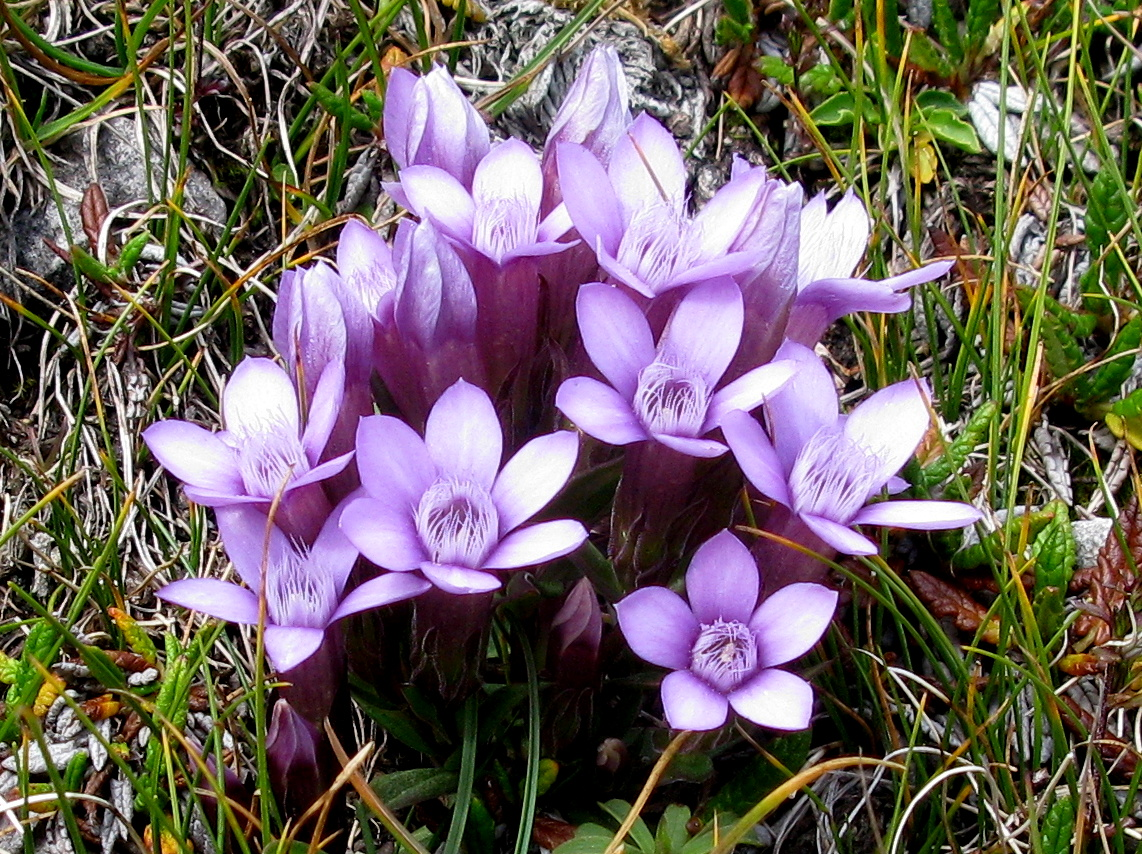
Gentianella germanica - Dolomites

La Gentiane d'Allemagne (Gentianella germanica) est une espèce de plantes herbacées de la famille des Gentianaceae selon la classification de Cronquist, confirmée par la classification APG III. On la trouve principalement dans les milieux calcaires,, et elle permet la reproduction de papillons du genre Phengaris, notamment l'Azuré de la croisette.

## Description générale

### Port général
La Gentiane d’Allemagne est une plante annuelle ou bisannuelle, hémicryptophyte, d’un vert sombre, d'environ 35 cm de haut. 

### Appareil végétatif
Les tiges sont dressées, raides, anguleuses, simples ou rameuses. Elles font entre 9 et 15 entre-nœuds, tous plus ou moins égaux ou les supérieurs plus courts. La racine est grêle,,. Les feuilles sont très étalées les radicales obovales, se flétrissent rapidement, les caulinaires sont ovales-lancéolées et longues de 1 à 2,5 cm, comportant 3 à 5 nervures,.

### Appareil reproducteur
Les fleurs sont d’un bleu violet. La corolle de 25 à 35 mm de long sur 6 à 10 mm de large est supérieure à 2 fois la longueur du calice et comporte une couronne de franges à la base, typique du genre Gentianella.  Elles sont pédonculées, axillaires et terminales, assez nombreuses et serrées,. Le calice en cloche est divisé jusqu’au milieu en 5 lobes égaux, lancéolés, atteignant la moitié du tube de la corolle. Celle-ci en cloche, barbue à la gorge, à 5 lobes lancéolés-aigus et entiers. Les stigmates sont roulés en dehors. La capsule est stipulée.
Les fleurs de Gentianella germanica comportent entre 60 et 100 ovules produisant potentiellement 50-85 graines viables,,. La banque de graines installée dans le sol peut survivre plusieurs années.

### Sous-espèces
Il existe différents écotypes de G. germanica qui diffèrent par leur période de floraison et par leur apparence, on parle à ce moment de dimorphisme saisonnier. Un exemple est Gentianella germanica subsp. solstitialis (Wettst.) Jovet & R.Vilm.

## Écologie

### Répartition
Europe occidentale et centrale, principalement dans les pelouses calcaires en bon état de conservation,.
En France, on la retrouve principalement dans les pâturages des plaines et des montagnes du Nord et du Nord-Est, jusque dans le Maine-et-Loire, le Cher, l'Isère, la Champagne et la Lorraine.
Au Luxembourg, les populations se limitent aux pelouses calcaires du centre-est du pays. Seule une station se trouve à l’extrémité sud-est du Luxembourg. Les pelouses calcaires concernées reposent toutes sur un sol formé par le Keuper à marnolites compactes (Steinmergelkeuper).
Elle est aussi présente en Belgique, notamment dans la région de Liège, dans l'Entre-Sambre-et-Meuse, et le Brabant occidental,; ainsi qu’en Suisse, Allemagne (l’Eifel), en Autriche (Tyrol) et Grande-Bretagne.  
Aux Pays-Bas, six populations ont été recensées, principalement dans des réserves naturelles. Cette espèce est néanmoins en net déclin dans ce pays et l’attention qui y est portée est toute particulière.

### Habitat et phytosociologie
La Gentiane d’Allemagne nécessite des sites exposés à la chaleur, pauvres en nutriments et des sols plus ou moins ouverts. C’est une espèce peu compétitrice pionnière, qui colonise les milieux ouverts. De ce fait, elle ne tolère pas une végétation fermée due à un abandon des pratiques pastorale ainsi que les milieux trop eutrophisés.  

### Cycle reproductif et pollinisation
Les graines germent au printemps de la première année et forment une rosette végétative. La seconde année, cette rosette va se développer en une hampe florale supportant 1 à 150 fleurs à partir de fin aout jusque début octobre,,.
La floraison s’effectue entre août et octobre. (tela botanica). Elle se produit fin octobre aux Pays-Bas. La plante est sémelpare et ne produit donc qu’une seule fois des fleurs dans son cycle  de vie avant de mourir. C’est donc une plante bisannuelle.
La Gentiane d’Allemagne montre de l’herkogamie (distance entre anthères et stigmates). La position relative des anthères et des stigmates varie considérablement d’un individu à l’autre dans une population. Une distance plus grande permet d’éviter l’autofécondation tandis qu’une distance plus courte permet à la plante l'autopollinisation. Une relation a été mise en évidence entre cette herkogamie et la capacité de produire ses graines sans pollinisateur a même été démontrée chez cette espèce. La plante peut donc être autogame et allogame.
La Gentiane est la plante hôte de l’Azuré de la croisette (Phengaris rebeli), un papillon de la famille des Lycaenidae dont les chenilles sont soignées par des fourmis. 

### Impacts de l'homme et menaces
L’impact de l’homme est important sur cette espèce notamment en ce qui concerne le morcellement des habitats, empêchant le brassage génétique et fragilisant de ce fait l’espèce.
La population de Gentiane d’Allemagne est en constante diminution, notamment dans le Benelux où son habitat d’origine tend à disparaître. En effet, la Gentiane d’Allemagne est une espèce colonisatrice qui nécessite des sites ouverts. Une strate herbacée trop importante, causée surtout par la graminée Brachypodium pinnatum, qui couvre peu à peu le sol par l’intermédiaire de ses longs rhizomes, déclenche lentement la disparition de l’espèce. De plus, les semences de cette espèce bisannuelle qu’est la Gentiane d’Allemagne ne trouvent plus d’espaces convenables pour germer.
Les principaux facteurs de déclin de cette espèce (et des espèces des pelouses calcaires en général) sont :
1. Manque de gestion (fauchage, mais surtout pâturage), qui se traduit par un envahissement des graminées sociales et un embroussaillement
2. Gestion non adaptée (pâturage/fauchage trop tôt dans l’année ou irrégulier, sous-pâturage)
3. Abandon des pelouses avec développement d’une strate herbacée trop importante (surtout avec Brachypodium pinnatum)
4. Embuissonnement, embroussaillement
5. Fragmentation des populations causée par l’intensification de l’agriculture et/ou la transformation du paysage
6. La petite taille des populations pose des problèmes au niveau du patrimoine génétique qui s’en trouve affaibli
7. Intensification de l’agriculture.

### Gestion
Cette espèce est utilisée comme espèce indicatrice dans les pelouses calcaires car elle est exigeante et demande un habitat en bon état de conservation. Étant donné sa période tardive de floraison, la gestion de cette plante n’est pas aisée car elle entre en conflit avec d’autres espèces dont la conservation est primordiale comme les orchidées qui, elles fleurissent au printemps. Cela pose donc des problèmes dans la gestion que l’on appliquera sur le site. En effet, pour favoriser la floraison de la gentiane, et avoir une gestion efficace des graminées sociales, il faudrait intervenir sur le site (donc soit pâturer, soit faucher) au printemps. Ce qui nuirait grandement à la floraison des orchidées. Inversement, une gestion favorable aux orchidées (avec une fauche fin été-début automne) ne permettrait pas à la gentiane de produire des graines. Il faudra donc choisir l’espèce que l’on voudra favoriser primordialement.

### Protection
Au Luxembourg : l'espèce est classée comme CR (critical); Annexe A (règlement grand-ducal du 19 août 1989).
En France, cette plante est protégée dans le Nord-Pas-de-Calais, en Alsace, en Basse-Normandie et dans la région Centre.
Aux Pays-Bas, l’espèce a été classée comme vulnérable sur la liste rouge des plantes vasculaires.